# Вместе-РФ (телеканал)
Телеканал Совета Федерации «Вместе-РФ» — первый в России парламентский телевизионный канал. Он рассказывает о работе верхней палаты парламента — Совета Федерации Федерального Собрания Российской Федерации. Вещает в сетях кабельного и спутникового телевидения. Позиционируется как «Канал регионов». В его эфире — прямые трансляции заседаний Совета Федерации, парламентские слушания, новости из регионов, просветительские и научно-популярные программы, документальное кино.

## История создания
О создании собственного телеканала Совет Федерации объявил осенью 2012 года. Тогда пресс-служба Совета Федерации сообщила о предстоящем в 2013 году запуске круглосуточного телеканала для вещания в интернете. Инициатором создания первого парламентского телевидения в России стала Председатель Совета Федерации Валентина Матвиенко.
Телеканал должен был расположиться на трех площадках — двух в Москве и одной в Санкт-Петербурге. Московская часть — в зданиях Совета Федерации на ул. Большая Дмитровка д. 26 и на ул. Новый Арбат д. 19, а петербургская часть — в здании Межпарламентской Ассамблеи государств-участников СНГ в Таврическом дворце. В здании Совета Федерации на ул. Большая Дмитровка был сделан ремонт, подготовлены помещения для редакции новостей и построена студия.
Запуск телеканала планировался на январь 2013 г., но Министерство финансов России не выделило необходимых средств. На развитие телеканала в 2013—2015 годах председатель Совета Федерации Валентина Матвиенко попросила у Минфина 265,2 млн рублей. Минфин отказал Матвиенко в этой просьбе, поскольку бюджетные ассигнования на 2013—2015 годы уже доведены до субъектов федерации. Министерство предложило Совету Федерации создавать канал на средства, которые уже были выделены верхней палате парламента.
Канал начал вещание весной 2013 года. В день российского парламентаризма — 27 апреля 2013 года Валентина Матвиенко объявила о создании нового телеканала Совета Федерации «Вместе-РФ». На пленарном заседании был показан короткий презентационный ролик, рассказывающий о телеканале.
9 ноября 2020 года телеканал Совета Федерации «Вместе-РФ», впервые с момента основания сменил логотип, а также поменял оформление эфира. Вместо трехмерной концепции «Стеклянная вселенная» была запущена концепция «Пиксели» — вся упаковка телеканала стала плоской с доминирующими квадратными 2D элементами. Телеканал также обновил облик и оборудование студии прямого эфира в здании Совета Федерации, оснастив его горизонтальным настенным экраном площадью 8 м².

## Зона вещания
Телеканал Совета Федерации «Вместе-РФ» вещает через двух спутниковых операторов (Триколор-ТВ и ООО "ГеоТелекоммуникации" - через спутник ABS-2A,
а также через кабельные сети ПАО «Ростелеком».
и других кабельных операторов.
На начало августа 2015 года аудитория канала насчитывает примерно 40 миллионов человек.
На 01 января 2018 года аудитория «Вместе-РФ» составляет порядка 55 миллионов человек.
На 26 ноября 2020 года технический охват около 70 миллионов человек.

## Телеведущие канала
- Александр Веккер — ведущий программ «Сказано в сенате», «Актуальное интервью»
- Светлана Митина — ведущая программы «Сказано в сенате», «Актуальное интервью»
- Алексей Мак — обозреватель программы «Сказано в сенате», ведущий программ «Актуальное интервью» и "Новости Совета Федерации"
- Алина Максимова — обозреватель программы «Сказано в сенате», ведущая программы «На законных основаниях»
- Денис Шилов — ведущий программы «Государственный Совет Российской Империи»
- Борис Деденев — ведущий программы «Земская реформа»
- Денис Дьяконов — ведущий программы «Наша марка»
- Антон Войцеховский — ведущий программы «Точки роста», «Вместе с наукой»

## Руководство
- Геннадий Крылов — главный редактор
- Елена Порхомовская — директор
- Эльза Газетдинова — директор Дирекции информационно-аналитического вещания
- Юрий Барышев — главный режиссёр Дирекции информационно-аналитического вещания
- Елена Немшилова — программный директор
- Александр Мамедов — врио главного оператора

## Программы
Актуальный список программ в эфире телеканала Совета Федерации «Вместе-РФ»
| Название                     | Описание | Ведущие                                        |
| ---------------------------- | --- | ---------------------------------------------- |
| «Новости»                    | Дайджест новостей (7, 15 минут) — срез информационной картины дня России и важнейшие мировые события. Экономика и политика, результаты работы российских законодателей. |                                                |
| «Сказано в Сенате»           | Главные темы и важные для страны законы. Информация из первых рук, от сенаторов и экспертов. Программа днем выходит в прямом эфире из студии в Совете Федерации с повторами вечером и ночью по московскому времени. | Александр Веккер, Светлана Митина              |
| «Новости Совета Федерации»   | Еженедельная информационная программа «Новости Совета Федерации» рассказывает о деятельности верхней палаты российского парламента за прошедшую неделю. Выходит на телеканале «Вместе-РФ» и на телеканале «ОТР» | Алексей Мак                                    |
| «Актуальное интервью»        | Сенаторы, чиновники, ученые отвечают на вопросы и рассказывают об общественно значимых событиях как в жизни страны в целом, так и в жизни регионов, где формируются важные экономические, социальные, культурные практики, накапливается многообразный опыт, происходят интересные события. | Алексей Мак, Светлана Митина, Александр Веккер |
| «На законных основаниях»     | В передаче «На законных основаниях» члены Совета Федерации подробно рассказывают о разрабатываемых законах, о том, какие изменения они повлекут за собой. | Алина Максимова                                |
| «Знакомьтесь — сенатор»      | Программа-портрет. Зрители знакомятся с деятельностью члена Совета Федерации в парламенте и регионе, который он представляет, его взглядами на жизнь, увлечениями и членами семьи. |                                                |
| «Сенат»                      | Программа «Сенат» рассказывает о событиях, имеющих непосредственное отношение к законодательной власти. Гости программы — сенаторы, от которых зависит принятие законов, а также руководители министерств, ведомств, регионов и крупнейших компаний. Программа выходит в эфире телеканала «Вместе-РФ» и телеканала «Россия 24» | Георгий Подгорный                              |
| «Наша марка»                 | «Наша марка» — это путеводитель по малоизвестным и знаменитым российским брендам. Вологодские кружева, гжель, хохлома прославили российскую провинцию, но есть множество менее известных марок. Задача программы рассказать о них, их истории и современности. | Денис Дьяконов                                 |
| «Точки роста»                | Инновационное развитие и конкурентоспособность на международном рынке. Россия ищет новые точки роста. Какие они? Развитие несырьевых секторов и цифровая трансформация экономики, диверсификация промышленного производства и научно-технологическое развитие сельского хозяйства? Технопарки, призванные поднять волны стартапов и территории опережающего развития? А может конвертация научного потенциала в инновационные идеи и бизнес-модели? У каждого региона свой ответ на этот вопрос. Ответы на эти вопросы — в программе «Точки роста».                          | Антон Войцеховский, Анастасия Шахмартова       |
| «Люди РФ»                    | Программа о выдающихся представителях того или иного региона России — видных деятелях науки и культуры, а также фильмы о простых людях, состоявшихся в своем деле. |                                                |
| «Заповедники РФ»             | Что сегодня представляют собой заповедники, зачем они необходимы и кто заботится об их сохранности. Мы показываем зрителю многообразие флоры и фауны в разных частях и в разных климатических поясах огромной страны, рассказываем о людях, которые работают в заповедниках, об их научной и просветительской работе. |                                                |
| «Не иностранец»              | Проект «Не иностранец» - это истории о тех, кто любит Россию, для кого Россия стала второй Родиной, кто приехал, сменил климат, образ жизни и постепенно становится русским. |                                                |
| «Я тебя знаю»                | Мы проедем по маленьким городам России. Цикл программ «Я тебя знаю» - о совсем крошечных поселениях, и о тех, кто там живет. Узнаем, чем они занимаются и почему никогда не уедут из своего города.. |                                                |
| «Государственная грамота»    | Цикл передач об истории документов, ставших основой российской государственности - определивших развитие страны, изменивших её. |                                                |
| «Человек на своем месте»     | Цикл передач рассказывает о людях, которые оказались на своем месте. Вы узнаете о том, кто сторожит Байкал, каково это, быть капитаном геологоразведочного судна и почему метеоролог на Ай-Петри ни за что не променяет свою работу. |                                                |
| «Деревни России»             | Аутентичность, историческая архитектура и живописная природа, «преданья старины глубокой» – все это сосредоточено в деревенской глубинке. Но даже не это главное - эти зачастую крохотные деревеньки не просто имеют выдающееся историко-культурное и природное наследие, способствуют развитию сельского туризма. У них есть главное – жители вовлечены в процесс обустройства родной земли. Своим примером они вдохновляют других - побуждают к творческой, созидательной деятельности на своей малой родине.                                                              |                                                |
| «Ученые люди»                | Научный успех – это не только опыты, диссертации, эксперименты, рабочие встречи... Это поддержка близких, это сложные решения, это конфликты и компромиссы. Цикл программ «Ученые люди» - это истории из жизни, которые показывают, что любой «строгий и серьезный руководитель» - простой человек, хоть и выдающийся ученый. |                                                |
| «Вместе с наукой»            | Как передовая мысль воплощается в жизнь? Как в России создаются и используются прорывные технологии? Какие перспективы у этих технологий? На эти вопросы ответит программа «Вместе с наукой». | Антон Войцеховский                             |
| «Молодая наука»              | Цикл рассказывает о крупнейших вузах России. |                                                |
| «Наша Марка»                 | Путеводитель по малоизвестным и знаменитым отечественным брендам. В нашей стране существуют не только вологодские кружева, гжель, хохлома, прославившие российские провинции, но и множество менее известных марок. Задача программы рассказать о них, об их истории и настоящем. |                                                |
| «Вместе по России»           | Цикл программ о путешествиях по России. В каждой программе мы вместе с нашими зрителями изучим один регион и ответим на вопросы - куда заехать, что посмотреть и чем восхититься? «Вместе по России« это своеобразный гид для путешественников. | Геннадий Крылов                                |
| «Культурное наследие России» | Познакомим с праздниками и обычаями народов России. Мы побываем в разных уголках нашей страны, увидим, как сохраняется и возрождается традиционная культура, познакомимся с я ее хранителями. |                                                |
| «Кавалеры»                   | «Кавалеры» - документальный цикл, посвященный выдающимся российским полководцам, деятелям науки и искусства, которым был присвоен орден Александра Невского. Это единственная награда, существовавшая во все исторические эпохи со времен Петра Первого, так что среди героев программы и государственные деятели Российской Империи, и те, кто отличился во время Великой Отечественной войны, и кавалеры ордена, получившие его уже в XXI веке. |                                                |
| «Вкусы России»               | Палитра вкусов в России невероятно разнообразна. Карельские калитки, дагестанские хинкал, чуду («чудушки», как ласково называют их хозяюшки), уральский колобок или гурьевская каша, нанайские пельмени или салат с папоротником, осетинские пироги или кошерная фаршированная щука в Биробиджане. В каждом регионе России есть свои уникальные вкусы, достойные того, чтобы о них узнали и их распробовали соседи. Представить яркую, разнообразную сокровищницу вкусов России, повысить узнаваемость и интерес к регионам, их представляющим – главная цель этого проекта. |                                                |